# Санта Клара (Калифорния)
Вижте пояснителната страница за други значения на Санта Клара .
Санта Клара (на испански: Santa Clara) е град в окръг Санта Клара в Района на Санфранциския залив, щата Калифорния, Съединените американски щати.

## География
Има обща площ от 47,6 km² (2000). Намира се в Силициевата долина. В града са базирани компаниите Intel и Sun Microsystems.
Санта Клара е с население от 122 192 души (2014).

## История
Първият европеец, дошъл на мястото, на което се намира Санта Клара, е Хосе Франциско Ортега през 1769 г.
За Парламентарните избори в България през 2005 г. в Санта Клара се създава избирателна секция, в която гласуват 148 гласоподаватели. Секцията е 9-а по брой гласоподаватели от 50-те избирателни секции в САЩ на тези избори и е най-голямата в Района на Санфранциския залив (2-ра е другата секция в Конкорд). Избирателната секция в Санта Клара е 2-рата по гласоподаватели на запад от Чикаго след секцията в Генералното консулство на Република България в Лос Анджелис, където гласуват 150 гласоподаватели.